# Hårdbladsväxt

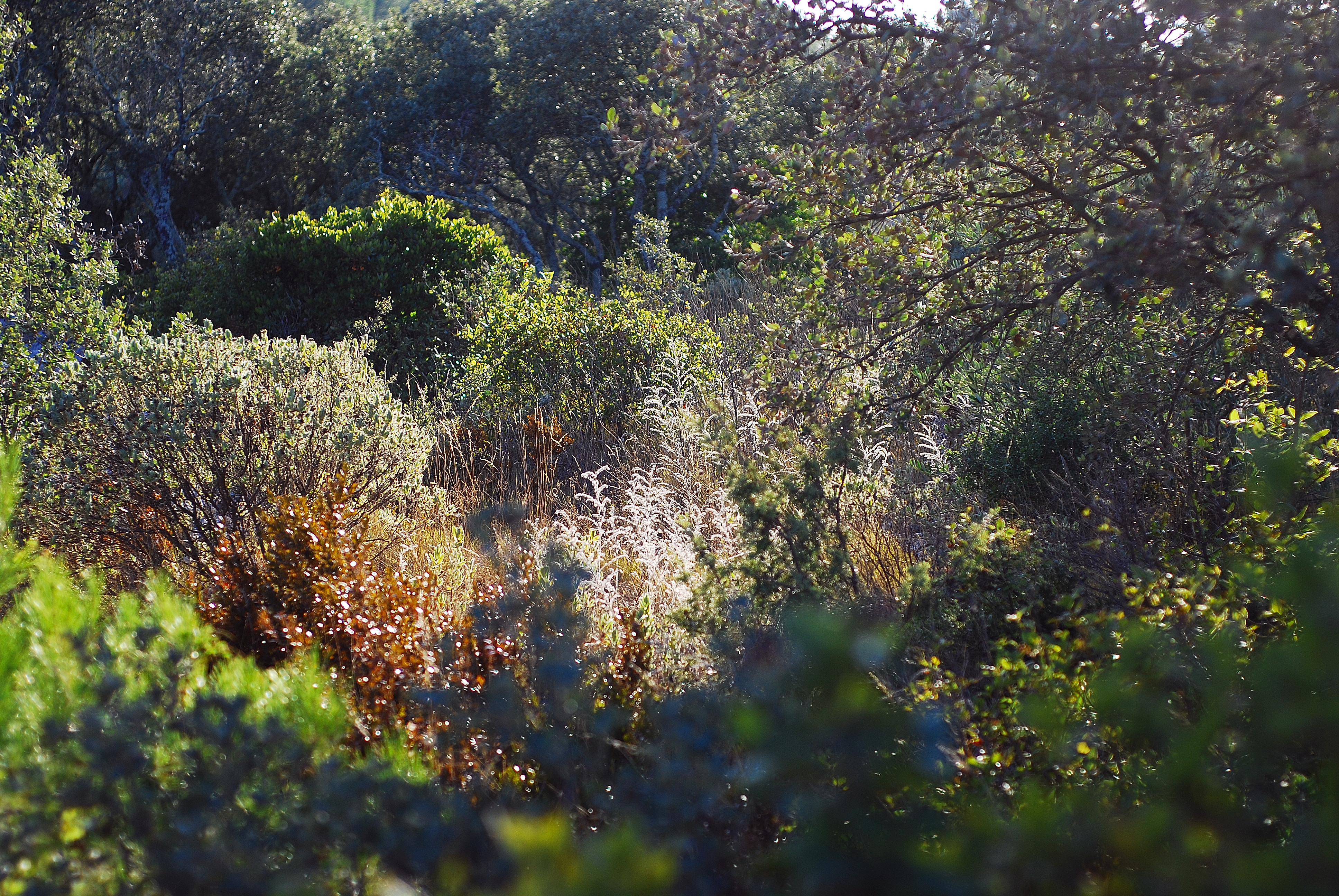
Hårdbladsvegetation av typen garrigue i Frankrike.

Hårdbladsväxt är en växt med kraftiga, ofta läderartade blad som skyddar mot uttorkning. Växter av denna typ påträffas i varma, torra områden och är typiska för växtligheten i kustnära områden vid Medelhavet, med arter som dvärgpalm, korkek och olika ärtväxtbuskar. Till hårdbladsväxterna räknas många ljungväxter och barrträden.
Hårdbladsvegetationen i Medelhavsområdet kallas macchia eller som mer lågvuxen, garrigue och bjuder vidare på arter som stenek, kermesek, aleppotall, buxbom, rosmarin, lavendel och timjan.
Hårdbladsvegetation förekommer också i Chile, Kaplandet, Australien och Kalifornien. I Chile kallas den matorral, i Sydafrika fynbos, i Australien mallee och i Kalifornien chaparral.
Hårdbladsväxterna kallas också sklerofyller efter grekiskans sklēros (hård) och phyllon (blad).